# 北美吸口魚
北美吸口魚（學名：Erimyzon sucetta）為輻鰭魚綱鯉形目亞口魚科的其中一種，分布於北美洲加拿大五大湖至美國威斯康辛州密西西比河流域，南至在墨西哥灣、大西洋沿岸從維吉尼亞南部到佛羅里達州南部、佛羅里達州的夏洛特港到德克薩斯州哥德洛普島河流域，體長可達41公分，棲息在水質清澈、溫暖、植被覆蓋的溪流、湖泊、水塘、氾濫區，屬雜食性，以藻類、昆蟲幼蟲、橈足類等為食，3月下旬繁殖，一直持續到7月初，雌魚將卵產在植被上或礫石區，卵的數量在3000 至20,000之間，卵在一週後孵化，幼魚在三歲時性成熟，而其壽命通常為五到六年。 